# Hôtel d'Arvers
Hôtel d'Arvers je městský palác v Paříži, který leží na ostrově sv. Ludvíka. Budova je v soukromém vlastnictví a její části (balkon) jsou chráněny jako historická památka.

## Poloha
Palác se nachází ve 4. obvodu na jižním nábřeží ostrova sv. Ludvíka na adrese 12 Quai d'Orléans.